# St. Josef (Wolmirstedt)

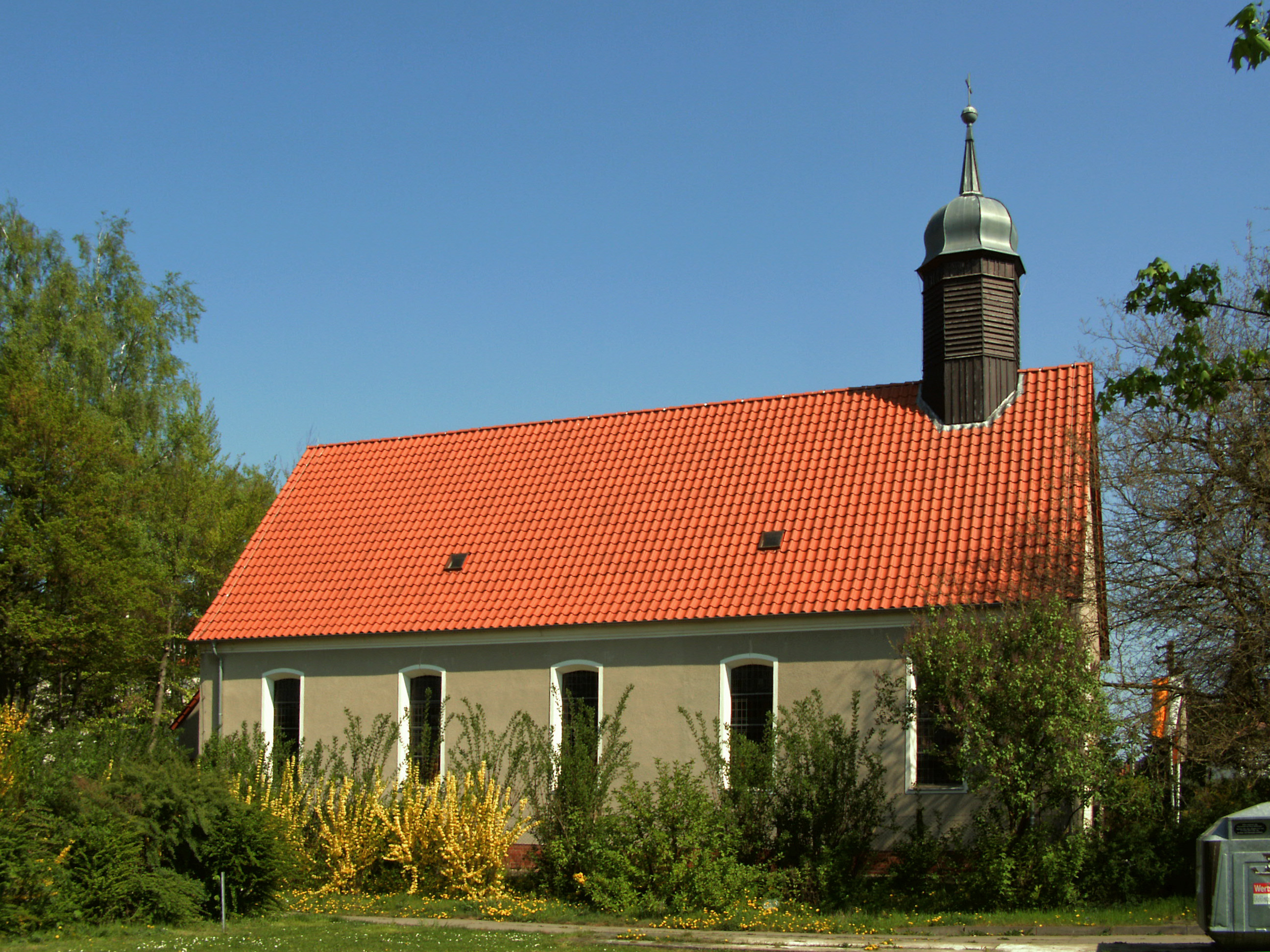
Außenansicht

Die Kirche Sankt Josef ist die katholische Kirche in Wolmirstedt, einer Stadt im Landkreis Börde in Sachsen-Anhalt. Sie gehört zur Pfarrei „St. Christophorus“ mit Sitz in Haldensleben, im Dekanat Stendal des Bistums Magdeburg. Die nach dem heiligen Josef von Nazaret benannte Kirche befindet sich in der Friedrich-Ebert-Straße 18.

## Geschichte
Georg zu Mecklenburg führte während seiner Besetzung von Wolmirstedt im Jahr 1550 die Reformation in Wolmirstedt ein, wodurch die Bevölkerung und die Kirche in Wolmirstedt, das damals zum Archidiakonat Balsamgau des Bistums Halberstadt gehörte, evangelisch-lutherisch wurden.
Erst im frühen 19. Jahrhundert, in der Franzosenzeit, begannen sich wieder einige Katholiken in Wolmirstedt anzusiedeln, sie waren nach Groß Ammensleben eingepfarrt.
Ab 1856 oder 1860 fanden in Wolmirstedt, durch Priester aus Groß Ammensleben, Heilige Messen statt, zunächst im Saal eines Gasthauses, dann ab 1864 in einem als Missionshaus erworbenen Wohn- und Geschäftshaus an der Stendaler Straße (später in August-Bebel-Straße umbenannt), in dem 1865 eine Kapelle und ein Schulzimmer eingerichtet wurden. Bereits im Herbst 1857 war in Wolmirstedt eine einklassige katholische Schule eingerichtet worden, die 1865 in das im Vorjahr erworbene Missionshaus umzog. 1869 folgte in Wolmirstedt die Gründung einer katholischen Kirchengemeinde, und Wolmirstedt bekam von 1869 bis 1878 einen eigenen katholischen Geistlichen. Infolge des durch den Kulturkampf ausgelösten Priestermangels bekam die Missionsgemeinde Wolmirstedt 1878 keinen Priester mehr, und Wolmirstedt wurde wieder von Geistlichen aus Groß Ammensleben betreut.
1910 zeigte eine Volkszählung im Landkreis Wolmirstedt, dass von den 4333 Einwohnern der Stadt Wolmirstedt 146 Katholiken waren. Weitere Katholiken wohnten in den Ortschaften und auf den Gutshöfen der Umgebung. Nach dem Ersten Weltkrieg erhöhte sich die Zahl der Katholiken in Wolmirstedt. 1934 fiel das 1864 erworbene Haus einer Straßenerweiterung zum Opfer, und die Gottesdienste fanden fortan in einem Saal des Gasthauses „Zum schwarzen Adler“ statt.
Im März 1935 wurde das Kirchengrundstück erworben und der Kirchenbau begann, am 15. März 1936 erfolgte die Grundsteinlegung. Bereits am 24. Mai 1936 folgte durch Augustinus Philipp Baumann, Weihbischof des Erzbistums Paderborn, zu dem Wolmirstedt damals gehörte, die Kirchweihe. 1936 wurde auch die Filialkirchengemeinde (Pfarrvikarie) Wolmirstedt eingerichtet. Bruno Löwenberg, der später der erste Regens des 1952 eröffneten Priesterseminars auf der Huysburg wurde, war von 1936 bis 1942 ihr erster Pfarrvikar. Vom 1. September 1936 an wurden in Wolmirstedt katholische Kirchenbücher geführt. Mit der Kirche wurde 1936 auch ein angrenzendes Pfarr- und Schulhaus erbaut, in dem ab 1937 gemeinsamer Unterricht für Schüler der ersten bis achten Klasse erfolgte. Im September 1939 musste die Schule jedoch auf Anordnung der nationalsozialistischen Regierung schon wieder geschlossen werden.
Durch Evakuierungen während des Zweiten Weltkriegs kam vorübergehend eine große Zahl von Katholiken nach Wolmirstedt. Nach dem Zweiten Weltkrieg erhöhte sich die Zahl der Katholiken im Raum Wolmirstedt weiter durch den Zuzug von katholischen Flüchtlingen und Heimatvertriebenen, die überwiegend aus Schlesien und dem Sudetenland kamen. Am 1. Juli 1948 wurde die Pfarrvikarie (Filialkirchengemeinde)  Wolmirstedt errichtet, mit eigenem Kirchenvorstand und eigener Vermögensverwaltung. Am 1. April 1954 folgte die Erhebung der Pfarrvikarie Wolmirstedt zur Pfarrei, und der bisherige Pfarrvikar Wilhelm Schlegel wurde ihr erster Pfarrer.
1956 bekam Wolmirstedt mit der Kuratie Colbitz eine Tochtergemeinde, in der 1962 die Kirche „St. Nikolaus von der Flüe“ geweiht wurde. Seit der Wende besteht eine Partnerschaft mit der St.-Bonifatius-Gemeinde im niedersächsischen Wunstorf.
Am 1. März 2007 wurde der Gemeindeverbund „Haldensleben – Eichenbarleben – Groß Ammensleben – Weferlingen – Wolmirstedt“ (Aller-Ohre St. Christophorus) gegründet, zu dem von da an die Kirche gehörte. Damals gehörten zur Pfarrei Wolmirstedt rund 680 Katholiken. Am 2. Mai 2010 entstand aus dem Gemeindeverbund die heutige Pfarrei „St. Christophorus“. Zu ihr gehören außer der Kirche „St. Josef“ auch die Kirchen „St. Johannes Baptist“ in Althaldensleben, „Heilig Kreuz“ in Calvörde, „St. Nikolaus von der Flüe“ in Colbitz, „St. Benedikt“ in Eichenbarleben, „St. Peter und Paul“ in Groß Ammensleben, „St. Liborius“ in Haldensleben, „St. Josef und St. Theresia vom Kinde Jesu“ in Weferlingen sowie die Wallfahrtskapelle „St. Anna“ auf Gut Glüsig. Die Pfarrei Wolmirstedt wurde in diesem Zusammenhang aufgelöst. Die Volkszählung in der Europäischen Union 2011 zeigte, dass von den 11.708 Einwohnern der Stadt Wolmirstedt 410, und somit 3,5 %, der römisch-katholischen Kirche angehörten.

## Architektur und Ausstattung

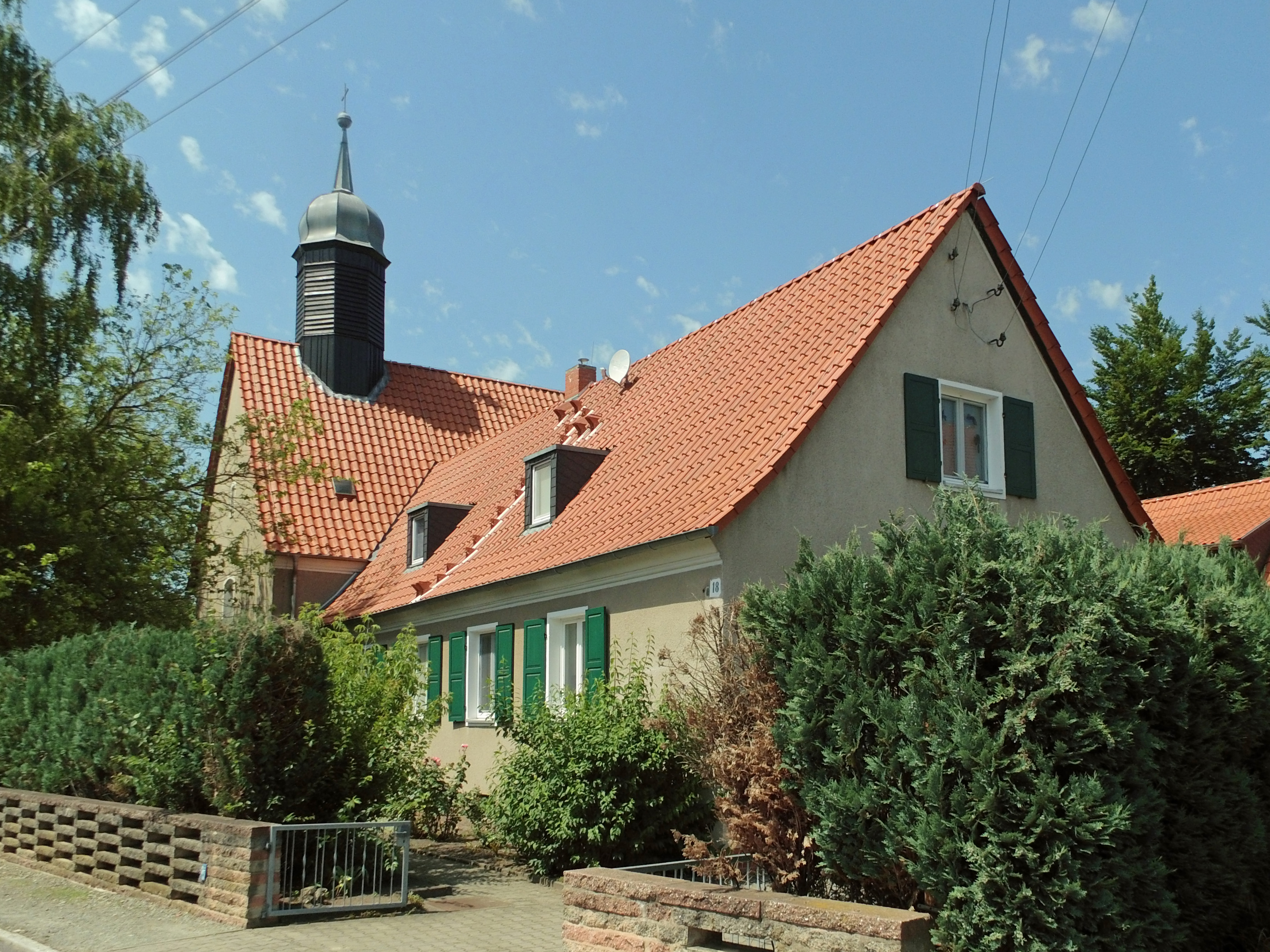
Pfarrhaus und Kirche

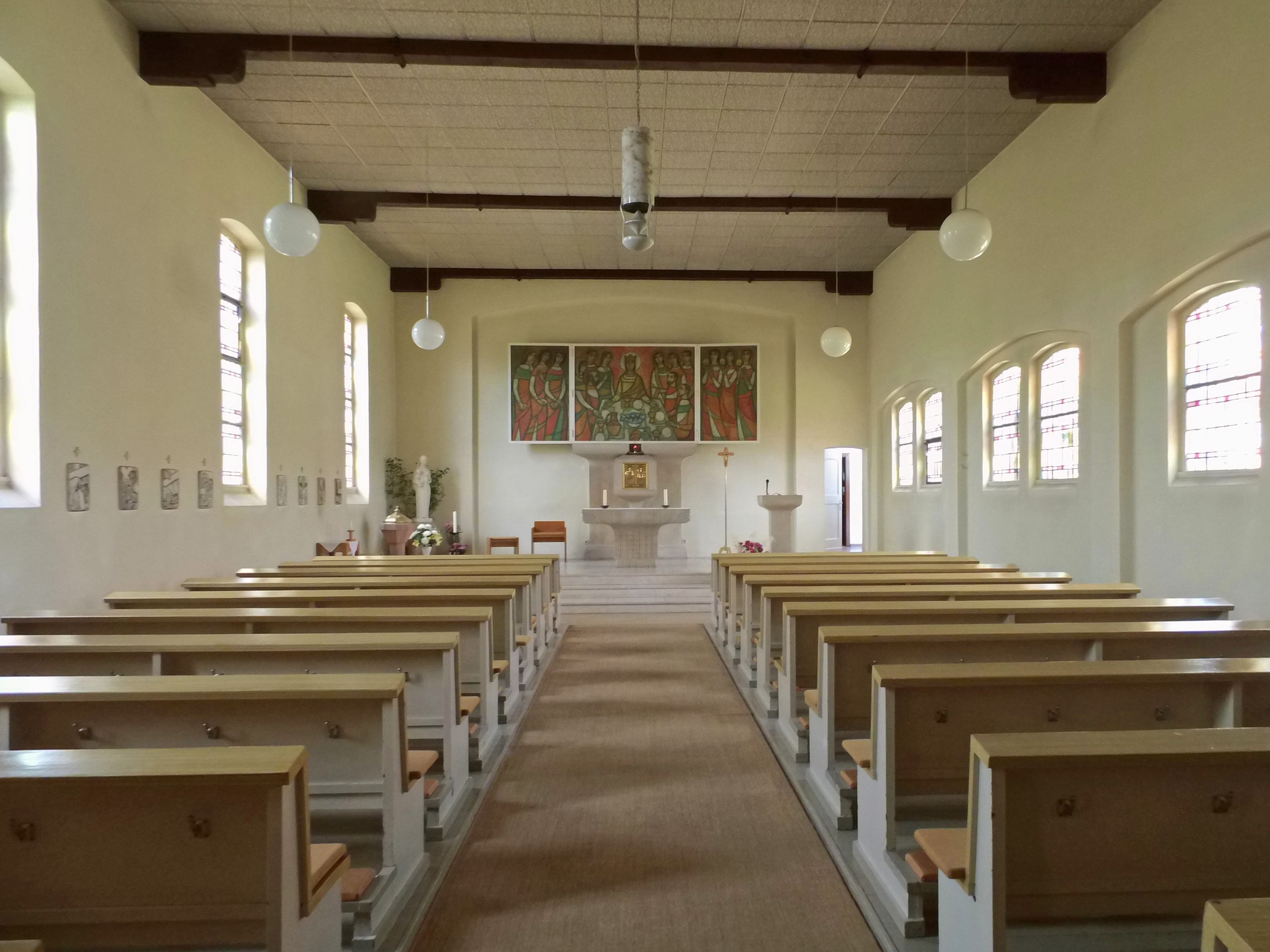
Inneres der Kirche

Die Saalkirche ist an der Nord-Süd-Achse ausgerichtet. Das Langhaus hat ein Satteldach mit einem schlanken Dachreiter im Süden. Der achtseitige Dachreiter wird von einer geschwungenen Haube abgeschlossen und von einer Spitze mit Kugel und Kreuz bekrönt. Die rund 45 Kilogramm schwere Glocke im Dachreiter stammt aus der profanierten St.-Bernhard-Kirche in Goldbeck und wurde 2015 in Wolmirstedt installiert. Die bisherige, nur rund 30 Kilogramm schwere Glocke, die seit 1936 im Dachreiter hing, steht seitdem im Kirchenraum. Das Langhaus wird an der Westseite durch fünf hohe Fenster mit flachem Stichbogen und an der nördlichen Ostseite durch drei paarig angeordnete kleine Stichbogenfenster belichtet. Je zwei Ostfenster sind innen in einer Nische eingelassen. An der südlichen Ostseite schließt sich quer das Pfarrhaus an. Das Gotteshaus wird durch ein rechteckiges Portal an der Südseite erschlossen, über dem ein Rechteckfenster eingelassen ist. Die Nordseite ist fensterlos.
Der Innenraum wird von einer Flachdecke abgeschlossen, die auf mehreren Querunterzügen ruht. Das helle Kirchengestühl lässt einen Mittelgang frei und bietet 126 Besuchern Platz.
Den Altarraum an der Nordseite dominiert das dreiteilige Altarbild, das im Mittelfeld den gekrönten Christus zeigt, der zur Tischgemeinschaft einlädt. Zur Innenausstattung der Kirche gehören ferner eine aus Beton gefertigte Statue der hl. Maria (Mutter Jesu), der pokalförmige Taufstein und 14 Kreuzwegstationen.
Die Orgel auf der Südempore wurde 1985 vom „VEB Frankfurter Orgelbau Sauer“ als Opus 2179 gefertigt. Das Instrument verfügt über acht Register, die sich auf ein Manual und Pedal verteilen.
| I Manual C–   |       |
| Holzgedackt   | 8′    |
| Principal     | 4′    |
| Rohrflöte     | 4′    |
| Waldflöte     | 2′    |
| Quinte        | 1 ⁄3′ |
| Terzflöte     | 4⁄5′  |
| Scharf III–IV |       |

| Pedal C– |     |
| Pommer   | 16′ |

Auf der Orgelempore erinnert ein Missionskreuz an die Volksmission von 1953. Unter der Orgelempore befinden sich eine Kopie des Gnadenbildes Unserer Lieben Frau von der immerwährenden Hilfe, vor dem Opferkerzen aufgestellt werden können, sowie der Grundstein, ein Beichtstuhl und der Schriftenstand. Im Vorraum der Kirche befindet sich ein Weihwasserbecken mit einer Darstellung des heiligen Christophorus.
Ende der 1970er Jahre erfolgte eine größere Innenrenovierung der Kirche, bei der auch der Altarraum umgestaltet wurde.